# Église Sainte-Eugénie de Saga
Pour les articles homonymes, voir Sainte Eugénie et Église Sainte-Eugénie.
L'église Sainte-Eugénie de Saga (en catalan : Santa Eugènia de Saga) est une église romane située à Saga, minuscule village de 12 habitants dépendant de la commune espagnole de Ger dans la comarque (région) de Basse-Cerdagne en Catalogne.

## Historique
La paroisse de Saga est mentionnée pour la première fois dans l'« Acte de Consécration de la Cathédrale de la Seu d'Urgell » au Xe siècle.
L'église romane date probablement du XIe siècle et le portail roman du XIIe siècle.

## Architecture
L'église se compose d'une nef unique et d'un chevet semi-circulaire.
La façade méridionale est ornée d'un portail en marbre d'Isòvol qui figure parmi les plus beaux de Cerdagne (tant française qu'espagnole) avec ceux de Guils de Cerdanya, All, Olopte, Llo et Vià.
Ce portail est encadré de deux paires de colonnes couronnées de chapiteaux sculptés. Il est surmonté d'une archivolte à cinq voussures. Deux de ces voussures sont ornées d'un arc torique (boudin). La voussure externe possède un biseau orné de personnages (parmi lesquels Adam et Ève), de masques humains, de boules et de fleurs. La clé de cette voussure externe est ornée d'une représentation du Christ assis.
La façade présente également au-dessus du portail un petit auvent de pierre encadré de deux corbeaux.

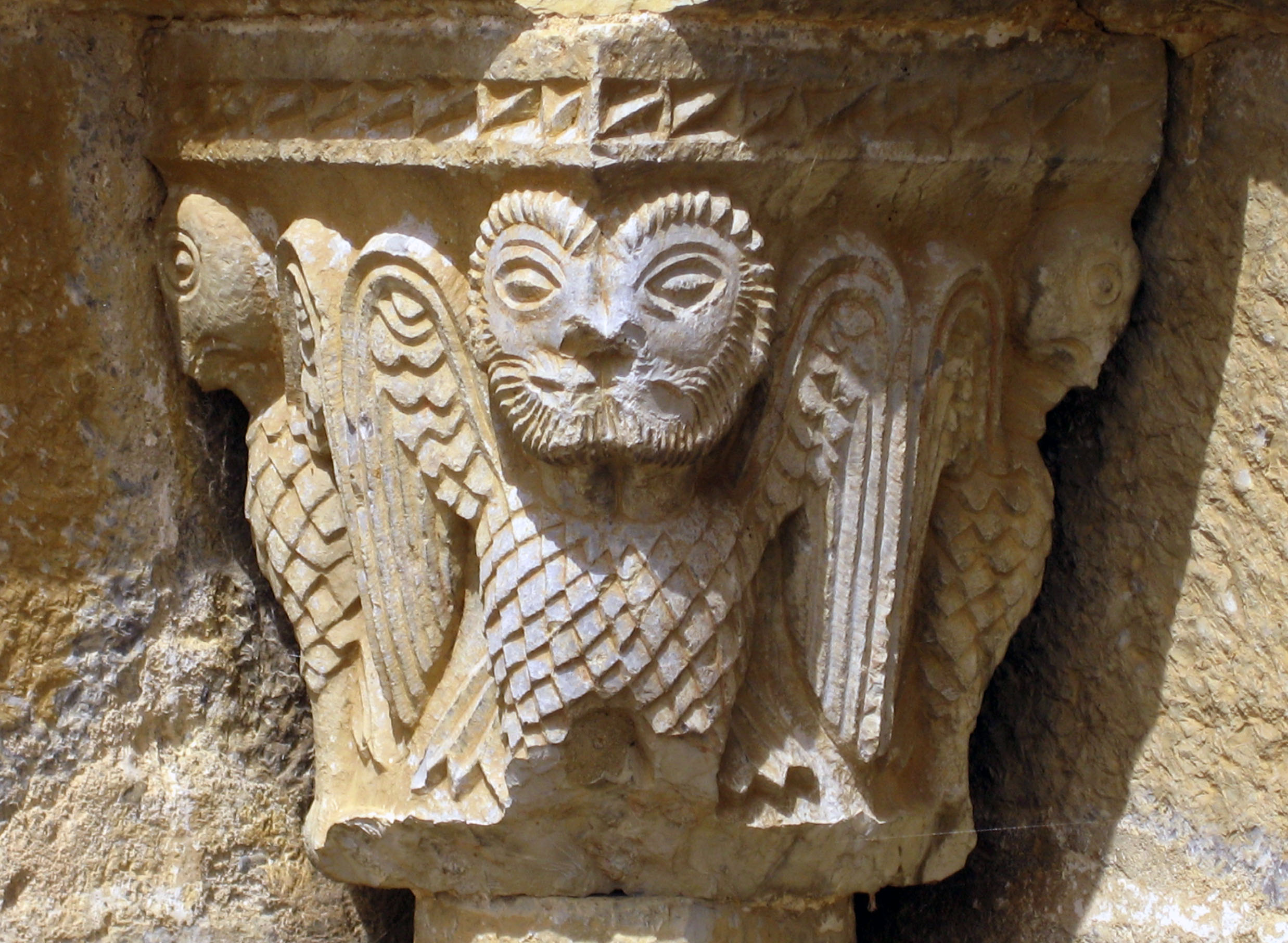
Chapiteau du portail.
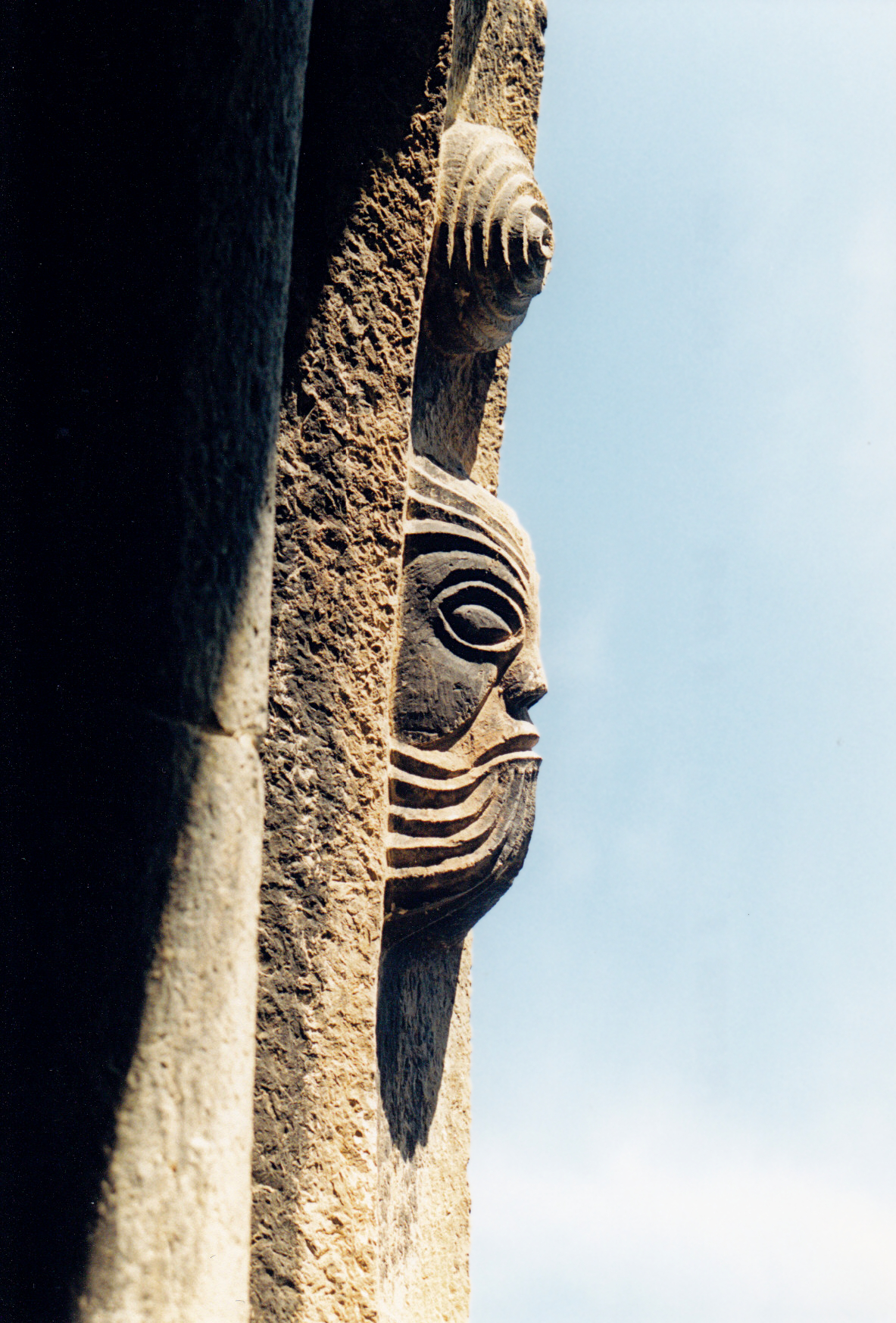
Masque et boule ornant la voussure du portail.
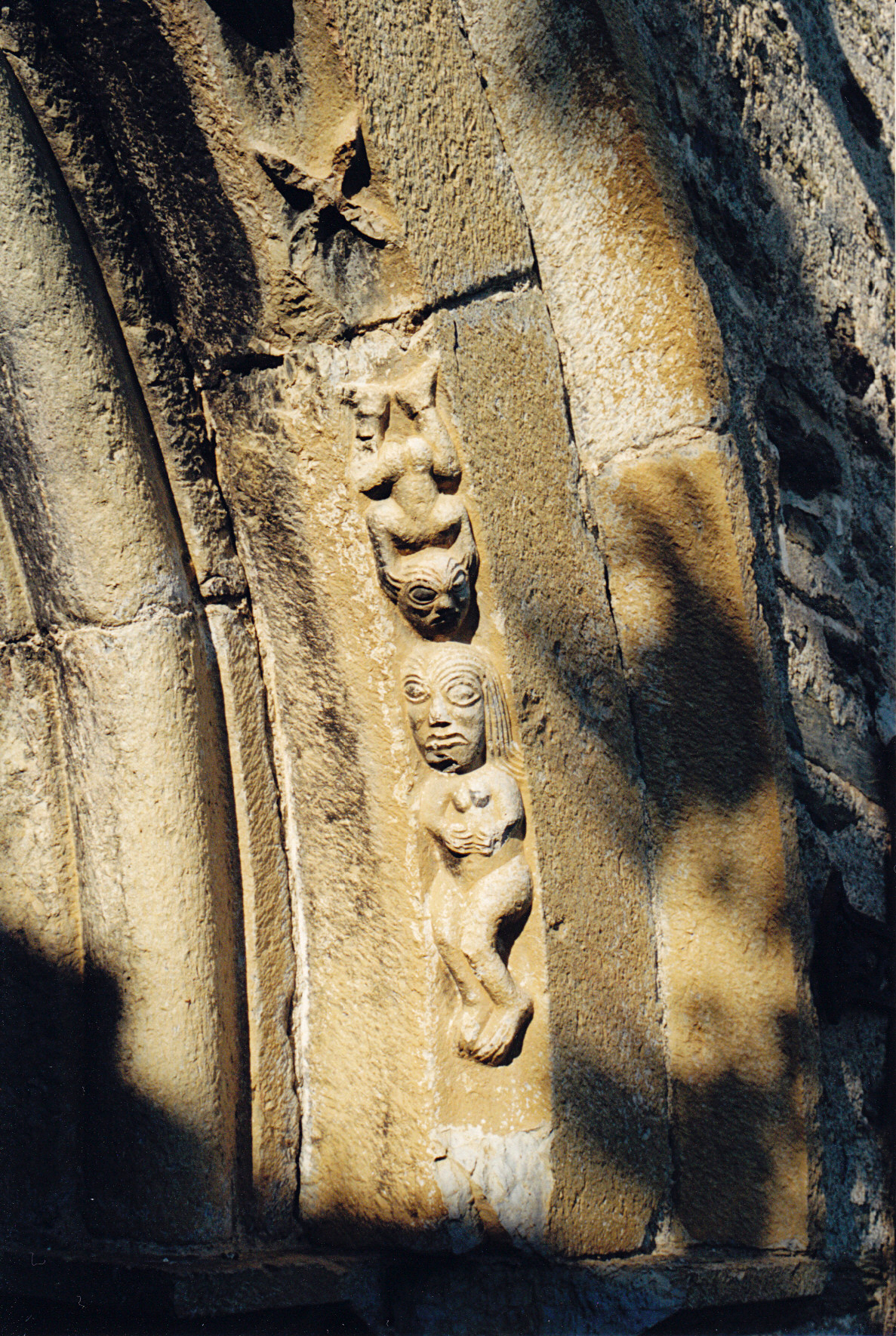
Adam et Ève sur la voussure du portail.

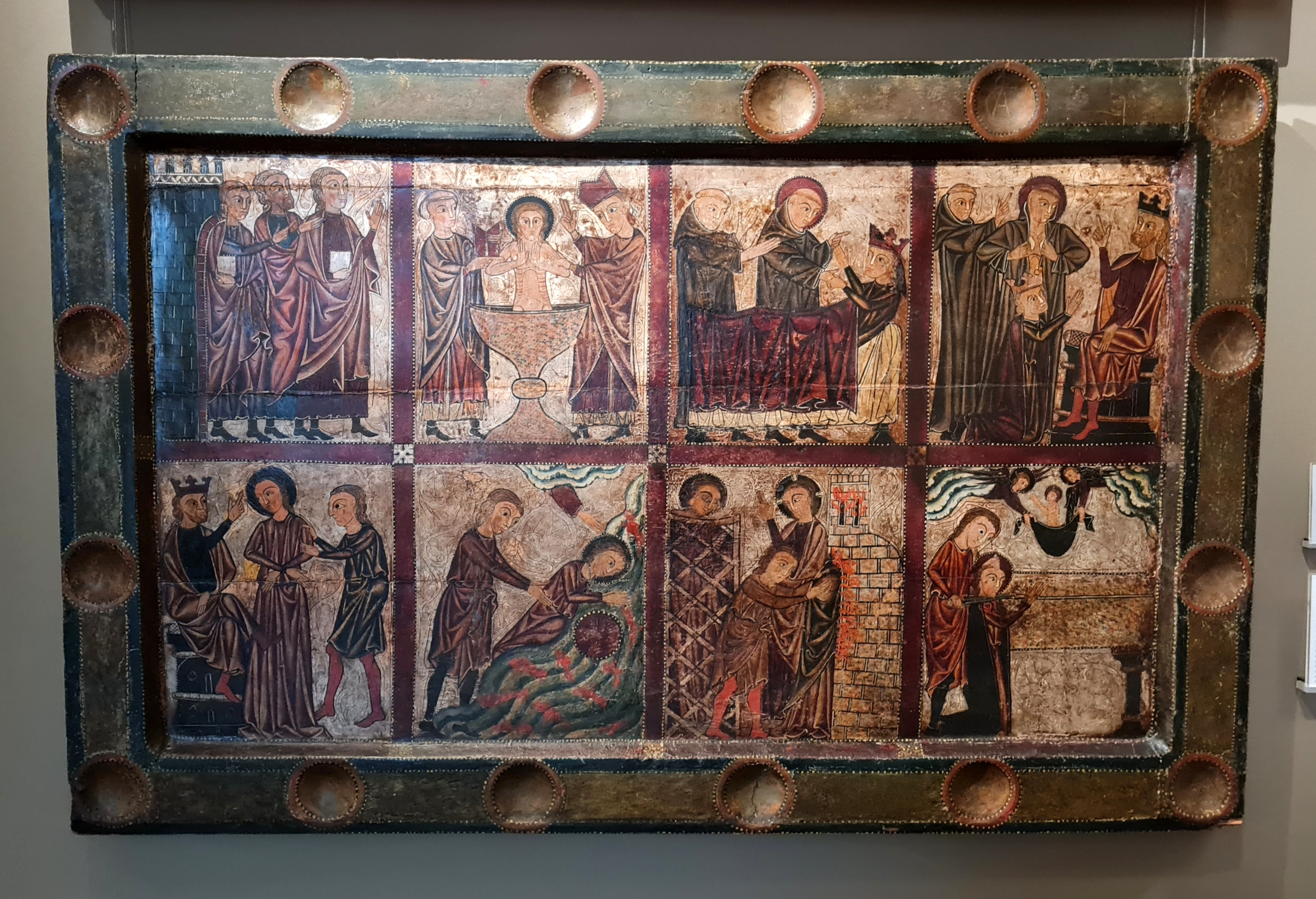
Frontal d'autel de l'Église Sainte-Eugénie de Saga (13ème siècle).